# تلیله سینه‌راه‌راه
تلیلهٔ سینه‌راه‌راه آبچلیک سینه‌راه‌راه یا تلیلهٔ آمریکایی (نام علمی: Calidris melanotos) نام یک گونه از سرده تلیله است.